# Gustav-Adolf Wolter
Gustav-Adolf Wolter (* 5. Mai 1906 in Lübeck; † 22. Dezember 1997 ebenda) war ein deutscher Sachbuchautor.

## Leben
Wolter studierte Germanistik und Geschichte. Von 1947 bis 1971 leitete er das Gymnasium am Moltkeplatz in Krefeld. Seit den 1960er Jahren war er daneben Reiseführer in China. Außerdem war er stellvertretender Vorsitzender der Gesellschaft für Deutsch-Chinesische Freundschaft.

## Werke
- (Hrsg.): Alfred Thayer Mahan: Der Einfluss der Seemacht auf die Geschichte 1660–1812. Koehler, Herford 1967
- See und Seefahrt. Koehler, Herford 1968
- Seeschlachten als Wendepunkte der Geschichte. Koehler, Herford 1972
- (Bearb.) Alexander Meurer: Die See, Schicksal der Völker. 6. Auflage, Koehler, Herford 1975
- China-Spiegel. Mittler, Herford 1978
- Geschichte Chinas. Bechtle, Esslingen 1987